# Russula subsect. Emeticinae
Russula subsect. Emeticinae ist eine Untersektion aus der Gattung Russula, die innerhalb der Sektion Russula steht.

## Merkmale
Diese Untersektion vereinigt zerbrechliche Arten, mit roten oder rosa gefärbten Hüten, die sich im Alter oft entfärben und dann ganz weißlich oder gelblich werden können. Der Stiel ist rein weiß. Auch das Sporenpulver ist weiß bis weißlich. Die Pilze dieser Untersektion schmecken immer völlig scharf. Die Huthaut ist bei Feuchtigkeit meist klebrig glänzend und bei Trockenheit seidig matt. Der Geruch ist mehr oder weniger stark ausgebildet, aber immer angenehm. Die Täublinge dieser Untersektion riechen meist fruchtig, mitunter auch nach Kokos oder honigartig.
Die Huthaut enthält Pileozystiden, die sich mit Sulfobenzaldehyden, wie Sulfovanillin, anfärben lassen. Säurefeste Inkrustierungen kommen nicht vor.
- Die Typart ist Russula emetica, der Kirschrote Spei-Täubling.[1][2]

## Systematik
Die Untersektion Emeticinae von Romagnesi und Bon stimmen weitestgehend überein. Nur den Gelbfleckenden Täubling stellt Romagnesi in die Untersektion Persicinae, ein Taxon, das bei Bon fehlt. Romagnesis Einordnung ist durchaus sinnvoll, da sich der Gelbfleckende Täubling doch stark von den anderen Spei-Täublingen aus der Untersektion unterscheidet.
Bei Singer hat das Taxon Emetica den Rang eines Strips und enthält zusätzlich den Artenkomplex um den Wechselfarbigen Täubling Russula fragilis und den Lackierten Täubling Russula laccata, Syn.: R. norvegica.
Bei Sarnari stehen die Arten in der Untersektion Russula, was den neueren taxonomischen Regeln entspricht, da diese Untersektion die Typart der Gattung enthält. Allerdings vereint die Untersektion Russula bei ihm  Bons Untersektionen Emeticinae, Citrinae und Atropurpurinae. Sarnari unterteilt seine Untersektion weiter in die Serien Russula und Atropurpurea. Seine Serie Russula entspricht weitestgehend Bons Untersektion Emeticinae, enthält aber zusätzlich den Blassgelben Täubling Russula raoultii, während der Birken-Spei-Täubling Russula betularum bei ihm in der Serie Atropurpurea steht. Das Verschieben des Birken-Spei-Täubling in die Serie Atropurpurea erscheint wenig sinnvoll, da sowohl die Mykorrhiza-Anatomie als auch molekularbiologische Daten klar die nahe Verwandtschaft zum Kirschroten Spei-Täubling aufzeigen.
Sinnvoll ist die Platzierung des Täubling in der Serie Russula (bei Bon steht dieser Täubling in der Untersektion Citrinae). Der Blassgelbe Täubling hat viele gemeinsame Merkmale mit der Emetica-Gruppe, lediglich seine gelbe Hutfarbe unterscheidet ihn von den anderen Arten dieser Untersektion. Doch auch der Birken- und der Buchen-Spei-Täubling haben die Eigenschaft auszublassen und zeigen dann ebenfalls gelbliche Farbtöne. Deshalb passt der Blassgelbe Täubling besser in die Untersektion Russula, insbesondere da auch die R-DNA-Analyse dafür spricht.
| Deutscher Artname         | Wissenschaftlicher Artname | Autor                       |
| ------------------------- | -------------------------- | --------------------------- |
| Gelbfleckender Täubling   | Russula luteotacta         | Rea (1922)                  |
| Buchen-Spei-Täubling      | Russula nobilis            | Velen. (1920)               |
| Kiefern-Spei-Täubling     | Russula silvestris         | (Singer) Reumaux (1996)     |
| Birken-Spei-Täubling      | Russula betularum          | Hora (1960)                 |
| Kirschroter Spei-Täubling | Russula emetica            | (Schaeff.) Pers. (1796)     |
| Grauender Spei-Täubling   | Russula griseascens        | (Bon & Gaugué) Marti (1984) |
| Hochgebirgs-Spei-Täubling | Russula nana               | Killerm. (1936)             |